# 불춤 (영화)
"불춤"은 한국에서 제작된 리쭤난 감독의 1985년 영화이다. 김민경 등이 주연으로 출연하였고 정창화 등이 제작에 참여하였다.

## 출연

### 주연
- 김민경
- 서옥모
- 오미숙

## 기타
- 조명: 김윤덕